# Yehvann Diouf
Yehvann Diouf (* 16. November 1999 in Montreuil-sous-Bois) ist ein französisch-senegalesischer Fußballtorwart, der aktuell bei OGC Nizza in der Ligue 1 spielt.

## Karriere

### Verein
Diouf begann seine fußballerische Ausbildung beim Champigny FC im Jahr 2005. Nach fünf Jahren wechselte er zur US Créteil, wo er zwei Jahre spielte. Im Sommer 2012 ging er in die Jugendakademie des ES Troyes AC. Im September 2016 unterschrieb er bereits im Alter von 16 Jahren seinen ersten Profivertrag bei Troyes. In der Saison 2016/17 spielte er bereits in der zweiten Mannschaft und stand schon bei den Profis in der Ligue 2 im Kader. In der Folgespielzeit 2017/18 spielte er noch für die U19-Mannschaft in der Coupe Gambardella, stand aber auch bei der zweiten Mannschaft auf dem Platz und saß bei der Profimannschaft auf der Bank. Am letzten Spieltag der Saison 2018/19 debütierte er gegen den AC Ajaccio, als er bei dem 0:0-Unentschieden direkt ohne Gegentor blieb. Dies war jedoch neben weiteren Einsätzen für das Zweitteam sein einziges Saisonspiel.
Im Sommer 2019 wechselte er in die Ligue 1 zu Stade Reims. Auch dort spielte er 2019/20 nur für die zweite Mannschaft in der National 2 und stand bei den Profis nur im Kader. Am 4. Oktober 2020 (6. Spieltag) debütierte er nach Einwechslung in der Halbzeit für die erste Mannschaft in der Ligue 1. Insgesamt spielte er in der Spielzeit 2020/21 zweimal dort, einmal im Pokal und sämtliche Male in der zweiten Mannschaft. In der Saison 2021/22 spielte er nicht in der Ligue 1, war aber im Pokal gesetzt und spielte dort alle drei Spiele bis zum Ausscheiden. In der Spielzeit 2022/23 löste er nach sieben Spieltagen den bisherigen Stammtorwart Patrick Pentz ab und die Mannschaft blieb elf Spiele in Folge ungeschlagen. Am Ende belegte das Team Platz 11.
Im Sommer 2025 wechselte Diouf zu OGC Nizza.

### Nationalmannschaft
Diouf spielte bislang für mehrere Juniorennationalmannschaften Frankreichs. Mit der U19-Nationalmannschaft nahm er an der U19-EM 2018 teil und spielte dort viermal, bis sein Team im Halbfinale scheiterte.